# Wright Model L
Il Wright Model L fu un prototipo di biplano militare da ricognizione veloce che la Wright Company sviluppò nel 1916. Si trattò allo stesso tempo del primo e unico aeroplano di "seconda generazione" costruito dall'azienda che i fratelli Wright avevano fondato nel 1909 e dell'ultimo modello prodotto prima che l'azienda stessa si fondesse con la Glenn L. Martin Company per diventare la Wright-Martin.

## Storia del progetto
Nel 1915 (tre anni dopo la morte di Wilbur) Orville aveva lasciato la Wright Company, l'azienda di costruzioni aeronautiche che aveva fondato insieme al fratello nel 1909, per ritirarsi a vita privata. Aveva tuttavia conservato un ruolo di supervisore dei progetti della compagnia, in modo tale che (finché la Wright Company non si fuse con la Martin) egli conservò un ruolo nella fase di progettazione dei velivoli.
Il Wright Model L venne sviluppato dalla Wright Company come un velivolo da ricognizione veloce per l'U.S. Army, l'esercito degli Stati Uniti, nel 1916. Si trattava di un'evoluzione del precedente Wright Model K, un idrovolante dalla configurazione tradizionale che la U.S. Navy aveva impiegato a partire dal 1915.

## Tecnica
Il Model L conservava molte delle caratteristiche tipiche del Model K: aveva la stessa moderna fusoliera chiusa rastremata verso la coda, il medesimo sistema di impennaggi collocati posteriormente per il controllo del beccheggio e dell'imbardata e gli stessi alettoni per il controllo del rollio. La sua architettura complessiva era simile a quella del suo predecessore, trattandosi di un biplano monomotore a elica traente dalla struttura simile a quella che in quel periodo (con gli sviluppi tecnologici legati all'impiego dell'aviazione nella prima guerra mondiale) si andava sempre più affermando. Tuttavia il Model L si distingueva dal Model K per il fatto di essere un aereo terrestre dotato di un normale carrello d'atterraggio, per il fatto di essere un monoposto, per la minore apertura alare e per l'impianto motopropulsore: montava lo stesso motore Wright 6-60 a 6 cilindri in linea in posizione traente ma esso, anziché azionare una coppia di eliche controrotanti tramite una trasmissione a catena, era collegato direttamente a una singola elica bipala.
Gli impennaggi, dalla configurazione tradizionale e collocati in coda, erano formati da un ampio complesso orizzontale equilibratore-stabilizzatore e da un complesso verticale timone-deriva a forma di "virgola" (simile a quello caratteristico degli aerei Fokker, ma in due pezzi anziché in uno solo). Essi, probabilmente sovradimensionati, generavano una cospicua resistenza aerodinamica ed erano in parte responsabili della velocità relativamente bassa che l'aereo riusciva a raggiungere.
Il sistema di input dei comandi era piuttosto insolito: il rollio era regolato dalla rotazione di un volantino e il beccheggio dal suo movimento avanti o indietro; l'imbardata invece, anziché essere controllata da una pedaliera come quelle che si andavano progressivamente diffondendo, era regolata da una piccola manopola accanto al volantino.
La struttura dell'aereo era lignea (con parti in frassino, abete rosso, lega metallica) e il suo rivestimento era in tessuto (cotone écru o tela gommata); la struttura era rinforzata da cavi metallici.
L'aereo aveva un disegno molto semplice e un aspetto angoloso e piuttosto sgraziato; la linea non particolarmente filante della fusoliera non contribuiva a migliorare le sue prestazioni, e lo storico dell'aviazione statunitense Richard P. Hallion ha notato che il Model L "sembrava quasi una costruzione amatoriale o un modellino".
Si trattava comunque del primo aeroplano Wright appartenente a una vera e propria "seconda generazione", dal momento che si caratterizzava per la moderna fusoliera chiusa, gli impennaggi in coda e il motore traente con trasmissione diretta.

## Impiego operativo
Quando venne testato, il prototipo dimostrò caratteristiche piuttosto mediocri rispetto a quelle dei velivoli che, in quel periodo, combattevano sul fronte occidentale della prima guerra mondiale. Non riuscì ad assicurarsi degli ordini per la produzione in serie, e rimase quindi allo stadio di prototipo.
Il Model L rimase l'unico velivolo, tra quelli costruiti dalla Wright Company, a presentare tutte le caratteristiche che ne facevano un aeroplano propriamente moderno. Nello stesso 1916 la compagnia si fuse con la Glenn L. Martin Company a formare la Wright-Martin, e Orville Wright rinunciò definitivamente ogni voce in capitolo nella progettazione dei velivoli; il Model L è dunque considerato l'ultimo della serie di aerei la cui progettazione aveva visto il contributo di almeno uno dei Fratelli Wright.